# Le deuxième acte
Le deuxième acte (internationaler Titel: The Second Act) ist ein französischer Spielfilm von Quentin Dupieux aus dem Jahr 2024. Die vierteilige Komödie mit Léa Seydoux, Vincent Lindon, Raphaël Quenard, Louis Garrel und Manuel Guillot in den Hauptrollen eröffnete am 14. Mai das Filmfestival von Cannes.

## Handlung
Vier Figuren treffen im titelgebenden Restaurant im Nirgendwo aufeinander: Florence ist unsterblich in David verliebt. Sie möchte ihn ihrem Vater Guillaume vorstellen. Aber David hegt keine Gefühle für Florence. Stattdessen möchte er sie in eine Beziehung zu seinem Freund Willy drängen.

## Hintergrund

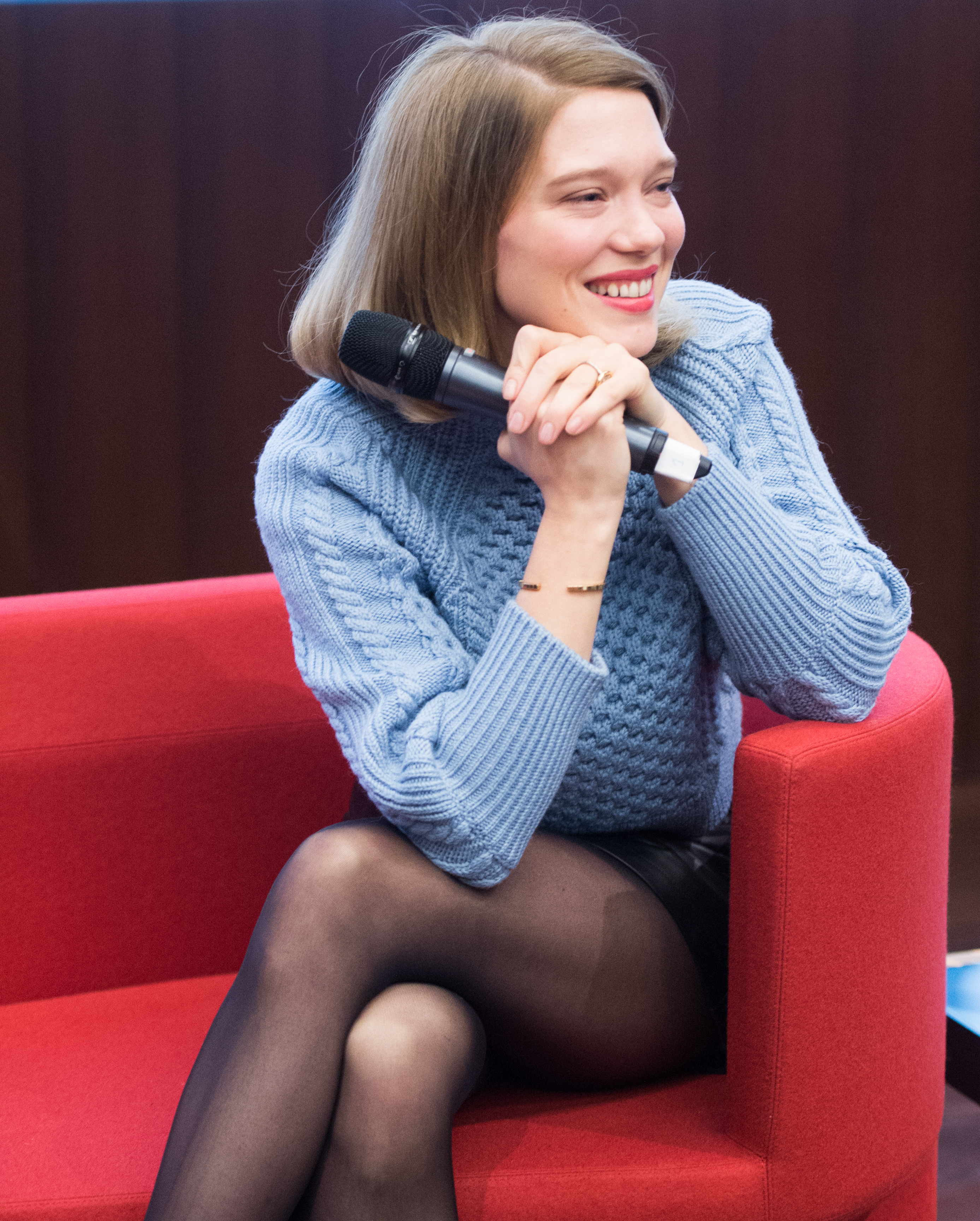
Hauptdarstellerin Léa Seydoux (2018)

Le deuxième acte (ursprünglicher Arbeitstitel: À notre beau métier, dt. etwa „Zu unserem schönen Beruf“) ist der 13. Spielfilm des französischen Regisseurs und Drehbuchautors Quentin Dupieux, der für seine skurrilen Komödien und rasche Arbeitsweise bekannt ist. Anfang Januar 2024 erklärte Hauptdarstellerin Léa Seydoux, dass der Filmemacher ihr die Rolle erst zwei Monate zuvor angeboten hätte. Das vierteilige Werk stelle Schauspieler in den Mittelpunkt, „die sich ihren Figuren und Texten stellen“ müssen und sei „verrückt“ und „sehr, sehr lustig“, so die Schauspielerin. Dies geschehe vor dem Hintergrund eines Filmdrehs, der sich als Farce erweise. Obwohl Seydoux nur selten in Komödien zu sehen ist, schätze sie Dupieux’ Humor, der ihrer Meinung nach „eine zunehmende soziale Tiefe“ aufweise. Auch habe sie das Drehbuch am Stück durchgelesen, was ihr normalerweise sehr selten passiere.
In weiteren Rollen wurden Vincent Lindon als Seydoux’ Vater Guillaume, Raphaël Quenard, Louis Garrel und Manuel Guillot verpflichtet. Dupieux hatte Quenard bereits in seinen vorangegangenen Spielfilmen Eine Fliege kommt selten allein (2020) und Yannick (2023) besetzt.
Die Dreharbeiten sollen laut Seydoux nur zwei Wochen lang gewesen sein und kurze Zeit nach ihrer Verpflichtung begonnen haben.

## Veröffentlichung
Le deuxième acte eröffnete am 14. Mai 2024 die 77. Filmfestspiele von Cannes, wo das Werk auch unter dem englischsprachigen Festivaltitel The Second Act außer Konkurrenz gezeigt wird. Ein regulärer Kinostart in Frankreich ist am selben Tag im Verleih von  Diaphana Distribution vorgesehen.